# Серангун Роуд (сериал)
„Серангун Роуд“ (на английски: Serangoon Road) е австралийско-сингапурски драматичен сериал, който започва на 22 септември 2013 г. по Australian Broadcasting Corporation (ABC) и HBO Asia. Развива се през 60-те години на 20 век главно около улица Серангун Роуд в Сингапур. Колаборация е между ABC and HBO Asia, и е сниман главно на остров Сингапур. Сериалът е по идея на Пол Барън, а режисьори са Питър Андрикидис и Тони Тилс.
Въпреки добрите рейтинги HBO няма планове за втори сезон.

## „Серангун Роуд“ в България
В България сериалът започва на 7 март 2014 г. по Fox Crime, всеки петък от 21:45. Дублажът е на студио Доли. Ролите се озвучават от артистите Таня Димитрова, Татяна Захова, Стефан Димитриев, Илиян Пенев и Александър Воронов.
На 27 декември 2016 г. започва по БНТ 1 от понеделник до четвъртък от 23:30 с повторение от 03:25. Последният епизод е излъчен на 17 февруари 2017 г. Заглавието е преведено като „Детективи от Серангун Роуд“. Ролите се озвучават от артистите Елисавета Господинова, Мими Йорданова, Георги Георгиев-Гого, Виктор Танев и Илиян Пенев.